# Autorité aéronautique du Cameroun
La CCAA (Cameroon Civil Aviation Authority) ou Autorité aéronautique du Cameroun est un établissement public administratif à caractère technique qui assure la mise en œuvre de la politique de la réglementation de l’aviation civile, le suivi du transport aérien et du développement aéroportuaire, ainsi que le contrôle et la régulation de la sécurité et de la sûreté de l’aviation civile.
Depuis sa création en 1999, la CCAA est le bras séculier du gouvernement en matière de coordination et de suivi des activités de l’aviation civile au Cameroun. 
Le siège de l'autorité est situé à Yaoundé.

## Histoire
C’est dans les années 1930 que des avions ont commencé à atterrir au Cameroun. L’aéroclub de Douala reçut ainsi son premier avion en 1934 ; le tout premier transporteur aérien reliant le Cameroun à l’Europe étant la compagnie française UAT.
L’utilisation de l’aviation comme moyen de transport des personnes et des biens a connu un essor considérable au lendemain de la Seconde Guerre Mondiale favorisé par la mise en œuvre de la Convention relative à l’aviation civile internationale (Convention de Chicago). Cette Convention a été signée le 7 décembre 1944 par 52 États qui sont convenus de certains principes et arrangements, afin que l'aviation civile internationale puisse se développer d'une manière sûre et ordonnée. En outre, la Convention de Chicago a créé l’Organisation de l’aviation civile internationale, agence spécialisée des Nations unies qui est chargée de la coordination et de la régulation du transport aérien international.
Entre 1945 et 1960, le Cameroun engagé sur le chemin de l’auto-détermination a vu la création de nombreux terrains d’aviation, permettant ainsi l’établissement de liaisons aériennes internes et internationales. Ayant obtenu son indépendance le 1er janvier 1960, le Cameroun a dès le 15 janvier 1960, ratifié la Convention de Chicago. Ainsi, le Cameroun s’est engagé à prêter son concours pour atteindre le plus haut degré réalisable d'uniformité dans les règlements, les normes, les procédures et l’organisation relatifs au personnel, aux voies aériennes et aux services auxiliaires, dans toutes les matières pour lesquelles une telle uniformité facilite et améliore la navigation aérienne.
Afin que le Cameroun remplisse des obligations vis-à-vis de la Convention de Chicago, une Direction de l’aviation civile (DAC) logée au Ministère chargé des Transports a été créée en 1963.
De 1963 à 1998, placée sous l'autorité d'un directeur, la DAC s’est chargée de l'élaboration et de la mise en œuvre de la politique gouvernementale en matière de transport aérien. Cette structure avait également pour mission, la conception et l'application de la réglementation sur la circulation aérienne et le transport aérien, l'encadrement de la navigation aérienne, l'inspection et le contrôle du fonctionnement des installations aéroportuaires, la coordination de l'ensemble des activités liées au transport aérien et la participation aux conférences internationales relevant de son champ d'activités.
Dans les années 1980/1990, l’OACI a constaté que certains États éprouvaient des difficultés dans le respect de leurs obligations en matière de supervision de la mise en œuvre des normes et pratiques recommandées contenues dans les Annexes à la Convention de Chicago. À cet égard, l’OACI a prescrit aux États la création d’autorités de l’aviation civile autonome.
C’est pour répondre aux orientations de l’OACI que la CCAA a été créée en faveur de la  loi no 98/023 du 24 décembre 1998 portant régime de l’aviation civile au Cameroun, renforcée par son décret d’application no 99/198 du 16 septembre 1999.
Au fil du temps, les missions de la CCAA et les pouvoirs de son Directeur général ont été étendues à travers notamment :
- la loi no 2013/010 du 24 juillet 2013[3] portant régime de l’aviation civile au Cameroun et de son décret d’application no 2015/232 du 25 mai 2015 ;
- le décret no 2018/006 du 08 janvier 2018[4] approuvant et rendant exécutoire le Programme National de Sûreté de l’Aviation civile du Cameroun ;
- le décret no 2019/174 du 09 avril 2019[5] portant réorganisation et fonctionnement de l’Autorité Aéronautique.

## Missions
La CCAA a pour principales missions :
- la mise en œuvre de la politique de l'aviation civile nationale et communautaire ;
- la participation à l'élaboration des textes législatifs et réglementaires en matière d'aviation civile ;
- l'élaboration et la mise à jour des programmes nationaux de sécurité et de sûreté de l'aviation civile ;
- la supervision de la sécurité et de la sûreté de l'aviation civile au Cameroun ;
- la supervision économique de l'ensemble des activités aéronautiques;
- l'organisation et de la gestion de l'espace aérien national, en collaboration avec les autorités militaires compétentes ;
- la gestion du patrimoine aéronautique ;
- la planification du développement aéroportuaire, en collaboration avec les autres administrations et organismes compétents ;
- l'exploitation sécurisée et du développement des services et installations aéronautiques non concédés ;
- la mise en œuvre des mesures de sûreté sur les aéroports ;
- de la coordination de la fourniture des services de recherche et sauvetage ;
- la négociation des accords dans le domaine de l'aviation civile ;
- la gestion du portefeuille des accords signés par le Cameroun dans le domaine de l'aviation civile ;
- le suivi des relations avec les organisations régionales et internationales.

## Organisation
L’organigramme du 11 mars 2016, modifié et complété en 2017, organise la CCAA en services centraux et services déconcentrées. Les services centraux comprennent les services rattachés à la Direction Générale et une administration centrale.
Sur le plan opérationnel, les activités de la CCAA sont articulées autour de trois (03) processus de réalisation : la supervision de la sécurité, la supervision de la sûreté ainsi que le développement du transport aérien et l’exploitation des aéroports.

### Services centraux
Les principales structures opérationnelles des services centraux sont :
- la Direction de la Sécurité Aérienne est chargée de la supervision de la sécurité. Elle veille à la mise en œuvre des exigences nationales en la matière et coordonne l’élaboration et la mise en œuvre de programme nationale de sécurité de l’aviation civile.
- la Direction de la sûreté et de la facilitation est chargée de supervision de la sûreté et de la facilitation de l’aviation civile. Elle veille à la mise en œuvre des exigences nationales en la matière et assure l’évaluation constante de la menace en liaison avec les administrations concernées.
- la Direction de l’exploitation des commandements d’aéroports est chargée de fournir les services de la navigation aérienne et d’exploiter les aérodromes non concédés par l’État.
- la Division Opérationnelle de Sûreté est chargée de la mise en œuvre des mesures de sûreté sur les aéroports en collaboration avec les administrations partenaires
- la Division du Transport Aérien est chargée de la supervision économique des activités aéronautiques, du suivi de la libéralisation du secteur aérien et de la mise en œuvre des mesures de protection de l’environnement.
- l’École de formation qui dispense des formations en matière d’aviation civile.

### Les services déconcentrés
Les services déconcentrés comprennent :
- les commandements des aéroports internationaux localisés à Douala, Yaoundé-Nsimalen et Garoua ;
- les commandements des aéroports de catégorie B localisés à Maroua, Bafoussam, Bamenda et Ngaoundéré ;
- les commandements des aéroports de catégorie C localisés à Koutaba, Tiko, Bertoua, Batouri, Kribi et Mamfé.
- les centres de formations qui existent actuellement à Douala et Yaoundé. Le centre de formation à Douala certifié par l’OACI comme Centre de formation régional en sûreté de l’aviation civile[6].

## Financement
Les ressources de l'autorité aéronautique proviennent :
- des redevances pour services rendus ;
- des redevances aéronautiques ;
- des subventions de l’État ;
- des produits des concessions du patrimoine aéronautique ;
- des dons et legs ;
- de toute autre ressource qui pourrait lui être affectée.

Les redevances pour services rendus sont perçues dans le cadre de ses missions en matière de supervision de la sécurité et de la sûreté de l’aviation civile, ainsi que de la supervision économique des activités aéronautiques
Les redevances aéronautiques par les compagnies aériennes en contrepartie des services rendus dans le cadre de l’exploitation des services aériens non concédés, de la mise en œuvre des mesures de sûreté sur les aéroports et du développement aéroportuaire.
La CCAA dispose d’un budget annuel approuvé par son conseil d’administration.

## Quelques chiffres au 31 août 2021
- 901 agents ventilés comme suit :
  - 72,3 % de personnel technique et 27,7 % de personnel administratif ;
  - 67,6 % de personnel masculin et 32,4 % de personnel féminin ;
  - 34,4 ans d’âge moyen du personnel ;
  - 27 inspecteurs de sécurité et 14 inspecteurs de sûreté ;
- 06 aérodromes exploités : Bafoussam, Koutaba, Tiko, Bertoua, Batouri, Kribi et Mamfé ;
- 02 tours de contrôle exploitées : Maroua et Ngaoundéré ;
- 06 aérodromes AFIS exploités : Bafoussam, Koutaba, Tiko, Bertoua, Batouri, Kribi et Mamfé.

## Dirigeants successifs
| Date de nomination                     | Nom                         |
| Présidents du Conseil d’Administration |                             |
| 26 janvier 2000                        | Paul Pondi                  |
| 22 novembre 2010                       | Maximin Paul Nkoue Nkongo   |
| 10 février 2023                        | Patrice Emmanuel Ngolle III |
| Directeurs Généraux                    |                             |
| 26 janvier 2000                        | Roger Ntongo Onguene        |
| 25 avril 2002                          | Ignatus Sama Juma           |
| 27 janvier 2010                        | Pierre Tankam               |
| 30 décembre 2015                       | Paule Avomo Assoumou        |
| Directeurs Généraux Adjoints           |                             |
| 26 janvier 2000                        | Pierre Tankam               |
| 25 avril 2002                          | Moussa Habouba              |
| 27 janvier 2010                        | Mamadou Allabira            |